# Loffenau
Loffenau es un municipio alemán perteneciente al distrito de  Rastatt en el estado federado de Baden-Wurtemberg. Es un balneario climático en un valle lateral del valle del río Murg en la Selva Negra Septentrional.

## Puntos de interés
- Iglesia de la Santa Cruz, con frescos góticos tardíos en el interior[3]
- Observatorio sobre el monte Teufelsmühle,[4] un monte de una altura de 908 m s. n. m.[2]